# Aquiles Pistilli
Aquiles Pistilli (Montagano, 1820 - Aversa, 1869) fou un compositor italià.
Estudià al Conservatori de Nàpols i el 1840 va fer representar en la seva ciutat natal, l'òpera Il finto feudatario, que fracassà, i més tard Rodolfo di Brienza, acollia favorablement (1846). Deu anys més tard estrenà el drama líric Matilde d'Ostau, i a partir de llavors es dedicà exclusivament a l'ensenyança, fins que perdé la raó en morir-se un fill seu de tretze anys. A més de les seves produccions romàntiques, deixà: 4 Misses a 4 veus i orquestra; un Miserere, a 4 veus; un Te Deum, un Magnificat, 6 Tantum ergo, diversos Motets i nombroses melodies vocals, composicions per a piano, etc.